# Serè d'Antinòupolis
Serè d'Antinòupolis (grec antic: Σερῆνος)  (Antinòupolis, valor desconegut - valor desconegut) (en (llatí): Serenus Antinoensis) va ser un matemàtic grec del segle IV dC.
Res es coneix de la seva vida. El seu lloc de naixement ha estat qüestionat, ja que alguns estudiosos consideren que és nascut a Antissa, a l'illa de Lesbos, cosa molt improbable, ja que la ciutat va ser destruïda pels romans l'any 168 dC. També és insegura la seva datació, encara que tots els indicis permeten dir que fou posterior a Pappos d'Alexandria i anterior a Hipàcia d'Alexandria.
Es conserven dues obres seves, que van ser traduïdes al llatí a finals del segle xvi per Federico Commandino: Sobre les seccions d'un cilindre i Sobre les seccions d'un con.
També se sap que va escriure un comentari de les Cóniques d'Apol·loni de Perga, que avui està perdut.